# Rheinstraße (Berlijn)

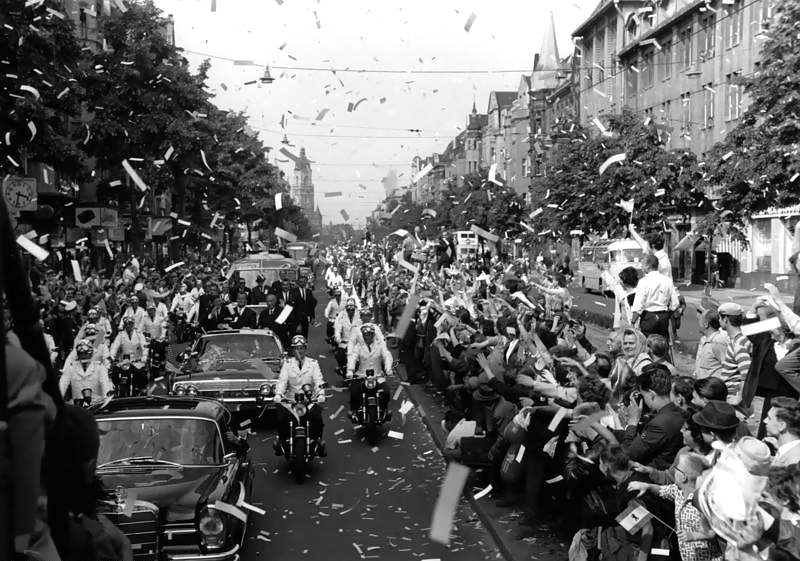
Bezoek van de Amerikaanse president Kennedy 1963, opname in de Rheinstraße

De Rheinstraße is een 1 kilometer lange straat in het Berlijnse stadsdeel Friedenau gelegen in het district Tempelhof-Schöneberg. De straat is belangrijk als verbindingsweg tussen de binnenstad en de zuidwestelijke districten van Berlijn. Een deel van de vroegere Provinzialchaussee Berlin-Potsdam kreeg in 1875 geen naam, omdat het de verbinding vormde tussen Berlijn en de Rijn. De straat maakte deel uit van de vroegere Reichsstraße Nr. 1 en later van de Bundesstraße 1.
De Rheinstraße begint aan de Walther-Schreiber-Platz, loopt over de Kaisereiche en eindigt aan de Breslauer Platz. Op de Breslauer Platz komen de volgende straten samen:
- Rheinstraße;
- Hauptstraße;
- Dickhardtstraße;
- Hedwigstraße;
- Schmargendorfer Straße;
- Lauterstraße;
- Niedstraße.

De straat wordt gevolgd door de metrobuslijnen M48 en M85.